# Kultura kobańska
Kultura kobańska – kultura epoki brązu rozwijająca się od połowy II tysiąclecia p.n.e. do IV wieku p.n.e. w centralnej części Kaukazu Północnego. Podstawą gospodarki było pasterstwo, głównie owiec. Wykorzystywane były również konie o czym świadczą znajdowane pochówki końskie na cmentarzyskach tej kultury. Bardzo ważną rolę odgrywała również metalurgia brązu, której prężne ośrodki pozwoliły na zachowanie odrębności tej kultury mimo presji ze strony koczowniczych ludów Kimmerów i Scytów. Pochówki w tej kulturze charakteryzują się ułożeniem w pozycji skurczonej na boku, składane w skrzyniach kamiennych lub jamach obłożonych kamieniami. W grobach mężczyzn składane były najczęściej pasy z brązu z wytłaczanym ornamentem, zdobione sztylety, topory wojenne. Wyposażenie grobów kobiet składało się głównie ze zdobionych pasów z brązu, spiralnych naramienników, naszyjników z brązowych i karneolowych paciorków oraz szpil do spinania odzieży.